# Éire Nua
Éire Nua (En castellano Irlanda Nueva) fue el nombre gaélico de un plan propuesto de una república federal en toda Irlanda, formulado en 1975. Los ideólogos del programa eran los militantes Ruairí Ó Brádaigh y Dáithi Ó Conaill, del Sinn Féin y el IRA Provisional (PIRA). Éire Nua fue un proyecto oficial del Sinn Féin hasta 1982. En 1986, el SF sufre una escisión. La facción minoritaria que surgió del cisma, el Sinn Féin Republicano (RSF), reavivó la propuesta de Éire Nua, formación que actualmente tiene como objetivo esta propuesta territorial para Irlanda.

## Ideas fundamentales
Éire Nua, como otros proyectos del republicanismo irlandés, niega la legitimidad de dividir Irlanda entre los 26 condados del sur y los otros seis del norte, pues es única en el respecto de idear un programa para delegar los poderes estatales de nuevo en las provincias históricas de la isla, que son cuatro: Munster, Leinster, Úlster, y Connacht. Hasta entonces, todas las propuestas estatales llamaron a la fundación de un estado unitario.

### ¿Por qué el federalismo?
Uno de los problemas en el concepto del estado unitario fue la oposición de la comunidad protestante en la provincia del Úlster. Temieron que el dominio de un gobierno dominado por la mayoría católica en toda la isla diera lugar a la pérdida de activos financieros y por ello, pérdida también de libertades civiles y/o religiosas. Con Éire Nua, los "provos" (IRA Provisional) quisieron dar una esperanza de un estado con autonomía de las zonas, en el que los derechos de ambas comunidades fuesen respetados. Los provos citaron la existencia de la discriminación contra los católicos en Irlanda del Norte como una prueba de que la unión entre el Úlster y el Reino Unido no había dado frutos a una realidad en que la sociedad anglo-irlandesa pueda coexistir igual sin diferencias entre los sectores. 

Mapa de Irlanda en la Edad Media (1014). Las ideas de Éire Nua son un tributo a la organización territorial medieval.

### Éire Nua y el gobierno del Úlster
Según los partidarios de Éire Nua, la formación de parlamentos provinciales con autoridades de autogobierno habría sido un buen método de conservar el statu quo dominante de protestantes en el Úlster pero sin mantener la división de la isla, ni dejar a los católicos del Úlster como ciudadanos de segunda. Hablaron del hecho de que hasta la conquista normanda en la Edad Media, Irlanda no fue un reino homogéneo, sino que en la isla había varios reinos.
Bajo este sistema, los derechos de los protestantes en el Úlster se preservaron. Pero el Úlster del programa incluye además los tres condados del Úlster que quedaron como una parte de la actual República de Irlanda a partir de 1922, y no solo a los seis que permanecen bajo dominio británico. En los seis condados de Irlanda del Norte la comunidad protestante, con sus opiniones unionistas y lealistas (45.6%) a lo largo, tienen hasta hoy una ventaja numeral sobre sus vecinos católicos nacionalistas y republicanos (40.3%). Pero los otros tres condados de Úlster (Cavan - 63.961 personas, Donegal - 146.956, y Monaghan - 55.816) tienen poblaciones de casi 250.000 personas, la mayoría aplastante de ellos católicos. La reunificación del Úlster, según Éire Nua, hubiera cumplido con el establecimiento de un parlamento regional (el Dáil Ulaidh; «Cámara del Úlster»).

### Éire Nua y la república actual
El Sinn Féin nunca tuvo mucho apego a la actual República de Irlanda, y en el Éire Nua ese desapego se acentúa. Los redactores del documento criticaron además a los diversos gobiernos de la República de Irlanda tras la independencia, alegando que la república tiene sus raíces en el Estado Libre Irlandés, la entidad independiente en el sur entre los años 1922 y 1937, que surge bajo una lealtad nominal a la Corona británica. Para este documento desde la independencia de la parte sur de Irlanda se habían creado enormes desigualdades económicas entre el este y el oeste del país. El Sinn Féin propuso en Éire Nua delegar los poderes del gobierno en Dublín en favor de una capital federal en el municipio pequeño de Athlone que se extiende entre los condados de Roscommon y Westmeath. En el Éire Nua tuvieron lugar las primeras connotaciones de una tendencia socialista entre los provisionales desde el cisma de 1969, en que se escindieron de la rama oficialista.